# Yann Perreau
Pour les articles homonymes, voir Perreau.
Yann Perreau né le 5 avril 1976 à Berthierville (Canada), est un auteur-compositeur-interprète canadien, spécialisé dans le rock-électro.

## Biographie
Né à Berthierville, Yann Perreau s'intéresse tôt à la musique et à l'écriture. Ses parents possèdent un restaurant-bar où se produisaient de nombreux groupes musicaux,. 
À 18 ans, il devient le chanteur du groupe Doc et les Chirurgiens qui remporte, en 1994, le concours québécois Cégeps Rock qui les mène en Belgique où ils font l’ouverture de la formation Les Rita Mitsouko. En 1995, ils remportent un deuxième concours L'Empire des futures stars qui leur permet de signer un contrat d’albums avec l'étiquette Disquébec.
En 1999, après deux albums et plus de cent spectacles, le groupe se dissout. Yann Perreau est repêché par une troupe de théâtre de marionnettes avec laquelle il joue le spectacle jeunesse Les quatre saisons de Picot de Gilles Vigneault.
En 2000, Yann Perreau fait partie de la troupe de Pol Pelletier, femme de théâtre, pédagogue et metteure en scène. Au cours des mois qui suivent, il rencontre Gilles Brisebois, bassiste de Jean Leloup et des Frères à Ch’val avec qui il travaille sur la réalisation de son premier opus. C’est durant cette période qu’il fait les premières parties de Edgar Bori et de Jacques Higelin.
Mars et avril 2002, il est engagé comme coach pour former les jeunes comédiens et comédiennes de la troupe Vichama teatro de Villa El Salvador en banlieue de Lima au Pérou. Puis il compose la musique du film Casa Loma : journal de bord traitant de la création d'une œuvre de la troupe de Pol Pelletier.
Son premier album solo, Western romance (écrit et composé lors d'un voyage dans l'Ouest de amériacain), paraît en novembre 2002 sous l'étiquette Foulespin Musique. Il lui permet d'obtenir un succès d'estime et d'être le récipiendaire du prix Rapsat-Lelièvre des Francofolies de Spa en Belgique, du prix Miroir de l'artiste d'ici au Festival d'été international de Québec et du Prix Félix-Leclerc de la chanson 2003 aux FrancoFolies de Montréal,. En 2004, il effectue un stage de réalisation et d’écriture de chansons au Studio des Variétés à Paris. Une tournée de spectacles le mène partout au Québec mais aussi en France, en Belgique, en Suisse et au Mexique,.
En avril 2005, lancement de son deuxième album, Nucléaire, dont les extraits La vie n'est pas qu'une salope, Guerrière et Grande brune (coécrite avec Arthur H) sont diffusés sur les radios canadiennes. En juillet 2005, il est l'un des invités de la soirée Carte blanche à Alain Bashung aux FrancoFolies de Montréal.
L'album Nucléaire lui permet de représenter le Québec au Sommet de la Francophonie à Bucarest (Roumanie) et son spectacle remporte le Prix des diffuseurs européens lors de la Bourse Rideau en 2006. La même année, il compose une chanson (Pousse-moi des ailes) pour la bande originale du film La vie secrète des gens heureux.
En 2007, il publie Perreau et la Plume, son premier recueil de poésie. Dans la même période, il présente un spectacle intitulé Perreau et la Lune pour lequel il remporte le Felix du metteur en scène de l’année au gala de l’ADISQ. Cette même année, Rachid Taha l’invite à chanter au grand spectacle de clôture du Festival International de Jazz de Montréal.
Janvier 2008 marque la parution du DVD Perreau et la lune live au Quat'Sous. La même année, il participe à l'album hommage à Gaston Miron en chantant Je marche à toi sur l'album volume 1 dans Douze hommes rapaillés.

En novembre 2008 il est engagé par le Théâtre de Quat'Sous pour jouer un rôle dans la pièce Opium 37. Après une résidence de création de cinq semaines à la Condition Publique de Roubaix en France, il part en Inde pour rencontrer les élèves et les fondateurs de l’école Kalkeri Sangeet Vidyalaya de l’organisme Jeunes Musiciens du Monde dont il devient le porte-parole durant de nombreuses années.

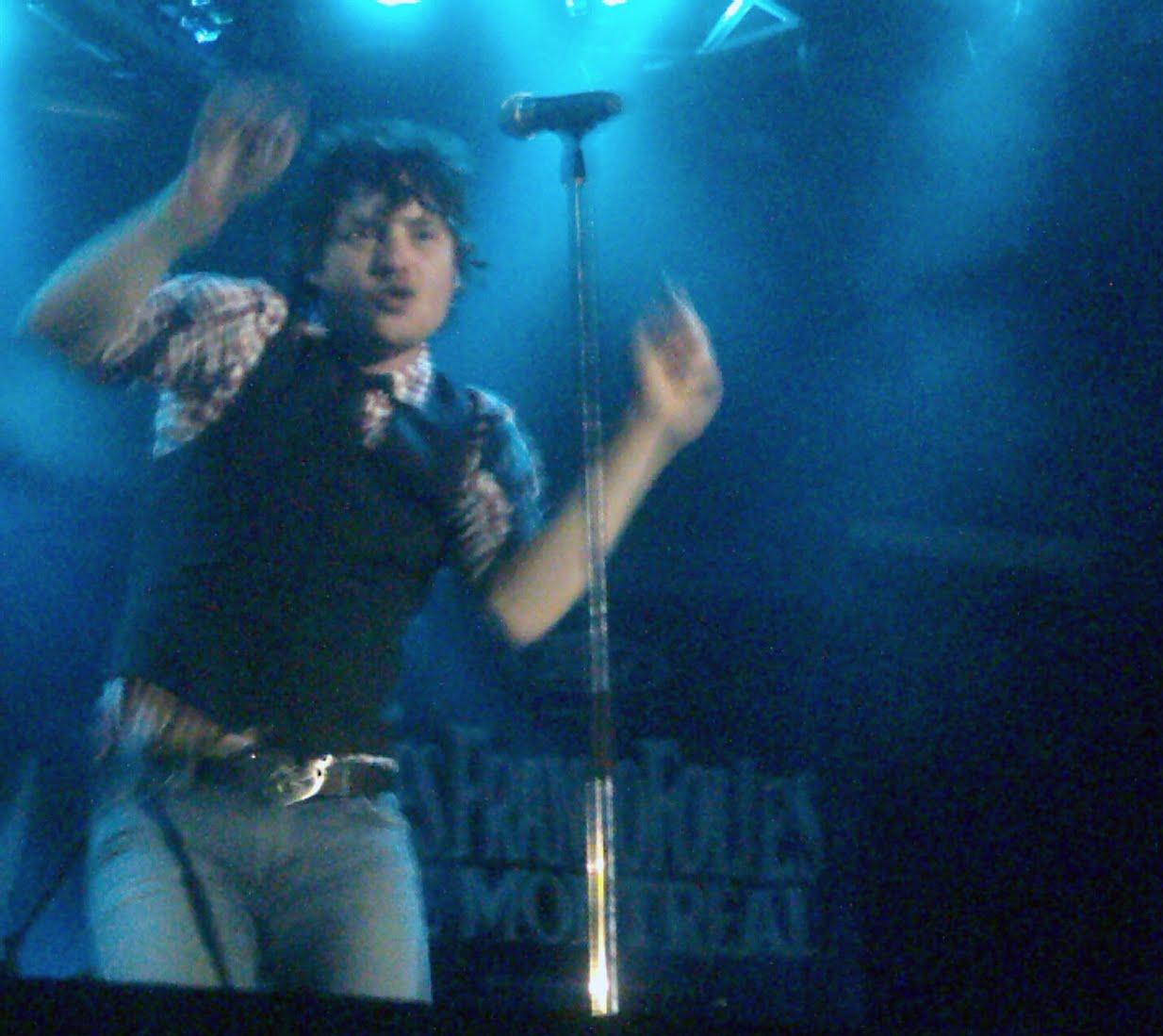
Yann Perreau aux FrancoFolies de Montréal le 14 juin 2010

Le 24 mars 2009, Yann Perreau lance Un serpent sous les fleurs  pour lequel il reçoit une nomination pour meilleur album francophone aux Prix Juno 2010 et un Félix au gala de l’ADISQ pour le meilleur spectacle de l’année.
En 2010 sort l'album "De Lune à l'Aube" d'Alex Nevsky, réalisé par Yann Perreau.
En 2011, il rencontre le poète Claude Péloquin (auteur de la chanson "Lindberg" de Robert Charlebois) qui lui donne une enveloppe remplie de ses textes inédits. Avec sa permission, il compose, édite les textes et réalise l'album "À genou dans le désir" commercialisé en novembre 2012. En décembre de la même année, il fait l'acquisition d'un studio d'enregistrement, le studio Mystic, qui devient son espace de création.
En 2016 il dévoile son album "Le fantastique des astres" qui devient son plus grand succès commercial (les titres "T'embellis ma vie" et "Faut pas se fier aux apparences" sont classés au top des palmarès). Il en decoulera une tournée qui s'étend jusqu'au Canada et en Europe.
En 2017, il est le metteur en scène du spectacle "Discothèque" lors du Festival de jazz de Montréal dans le cadre du 150ème anniversaire du Canada.
Au printemps 2018, il lance le mini album "Voyager léger". L'automne suivant, il co-anime, en compagnie de la chanteuse Marie-Mai, "L'autre gala" de l'ADISQ.
En octobre 2019, il termine sa tournée de spectacles avec un concert dans le cadre du Congrés mondial acadien à Moncton.
Au printemps 2020, il lance le single et le videoclip "Goûter le temps".
En 2024, il compose la musique du spectacle The Award de la troupe de cirque belge.

## Musiciens
• Yann Perreau: voix
• Gabriel Godbout-Castonguay : claviers
• Maxime Bellavance: batterie
• François Plante: basse
• Jean-Alexandre Beaudoin: guitare

## Vidéographie

### DVD
- Perreau et la lune live au Quat'Sous (2008)

### Vidéoclips
- Willie (2021)
- Goûter le temps (2020)
- Baby Boom (2017)
- T'embellis ma vie (2017)
- Faut pas se fier aux apparences (2016)
- J'aime les oiseaux (2016)
- Le Bruit des bottes (2011)
- L'amour se meurt (2010)
- Le président danse autrement (2009)
- Beau comme on s'aime (2009)
- Guerrière (2006)
- La vie n'est pas qu'une salope (2005)
- Ma dope à moi (2003)
- L'amour est une bombe (2003)
- Fille d'automne (2002)